# Pensati sexy
Pensati sexy è un film del 2024 co-scritto e diretto da Michela Andreozzi. Si tratta della prima pellicola da protagonista per Diana Del Bufalo.

## Trama
Maddalena è una trentenne con bassa autostima e impacciata nei rapporti con l'altro sesso che lavora come ghostwriter in una casa editrice. Da sempre la meno preferita dalla cattolicissima madre Grazia, deve raffrontarsi anche con la sorella Maria, orgoglio di famiglia, alla seconda gravidanza. Al lavoro viene puntualmente trattata male dalla direttrice ed è attratta dall'affascinante direttore, Donato, tanto da accettare un invito ad una notte di sesso pur sapendo del suo matrimonio (che lui afferma essere in crisi): l'approccio sfuma a causa della sua goffaggine nello spogliarsi, tanto da spegnere la libido dell'uomo. Maddalena decide quindi di imparare ad essere sexy cercando su siti pornografici ma, complice una torta alla marijuana del coinquilino, inizia ad avere delle visioni della pornostar Valentina Nappi che inizia a darle consigli su come alzare l'autostima.
Alla festa per il gender reveal della sorella conosce Leonardo, amico del cognato, cabarettista poco conosciuto, che tuttavia l'affascina per l'autoironia e la spigliatezza. Tra i due inizia un rapporto di amicizia.
La casa editrice stringe un accordo con l'influencer Lara, che ha una vita tanto ricca e sfarzosa quanto vuota di contenuti: Maddalena dovrà esserne la ghostwriter per un'autobiografia. All'evento per annunciare l'uscita del libro, la direttrice tratta malissimo la protagonista, che si licenzia in tronco: la scena viene però filmata dal pubblico e quest'ultima diventa virale. La ragazza partecipa ad una festa organizzata da Lara, che fa coming out, dimenticandosi però dell'invito di Leonardo a vedere il suo spettacolo. Valentina interviene, spiegando che sì, ora l'autostima di Maddalena è ricca, ma chiusa dal bisogno di approvazione del mondo esterno. Quest'ultima accetta ancora una volta l'invito di Donato perché l'uomo afferma che sua moglie è andata via ma, dopo una notte di sesso, scopre che la donna è sì andata via, ma per un weekend con le amiche. Maddalena riprende in mano la sua vita e la sua semplicità, tuttavia ora capace di essere sensuale. Finalmente accetta la proposta lavorativa di un'altra casa editrice che la vuole come autrice in prima linea: all'evento per l'uscita del suo romanzo si dichiara a Leonardo e hanno un rapporto sessuale in bagno, che sfocerà in una relazione stabile.
In una scena durante i titoli di coda, Maddalena presenzia ad un evento con protagonista Valentina Nappi, ringraziandola per i consigli, ma la pornostar non la riconosce e la fa allontanare.

## Promozione
Il primo trailer del film è stato diffuso il 22 gennaio 2024.

## Distribuzione
Il film è stato distribuito su Prime Video il 12 febbraio 2024. Ha raggiunto in un giorno la prima posizione dei film più visti in Italia.

## Accoglienza

### Critica
Claudio Pizzigallo di Today recensisce positivamente il film, dando un voto di 8 su 10. Ha apprezzato particolarmente il percorso personale della protagonista, affermando che "vedere questo tipo di personaggio femminile in una commedia italiana ci ha colpito molto. [...] È il (buon) segno che anche la commedia italiana si sta aprendo a trame più moderne nel rappresentare i personaggi femminili".
Stanlio Kubrick di Esquire Italia paragona l'architettura narrativa e lo spirito di Pensati sexy al film Il diario di Bridget Jones e apprezza la naturalezza con cui la pellicola, nonostante alcune battute forzate, tratta il sesso e il porno, riconoscendovi una qualità "liberatoria e genderless".
Gabriele Niola su BadTaste, seppur riconoscendogli alcuni pregi, gli dà un voto complessivo di 3/10.